# Gracias a la Vida (благодійна пісня)
«Gracias a la Vida» — благодійна пісня, випущена 2010 року лейблом Warner Bros. Records. Це кавер на пісню 1966 року «Gracias a la Vida», яка була написана та виконана чилійською фольклористкою Віолетою Парра.

## Музиканти «Виконавців з Чилі»
- Бето Чевас
- Fher
- Хуанес
- Мігель Босе
- Алехандро Санс
- Лаура Паусіні
- Майкл Бабле
- Хуан Луїс Герра
- Шакіра

## Історія релізу
| Регіон            | Дата           | Лейбл                | Формат           |
| ----------------- | -------------- | -------------------- | ---------------- |
| Чилі              | 4 травня 2010  | Warner Bros. Records | Digital download |
| Чилі              | 4 травня 2010  | Warner Bros. Records | Radio airplay    |
| Чилі              | 12 травня 2010 | Warner Bros. Records | CD-сингл         |
| США               | 4 травня 2010  | Warner Bros. Records | Digital download |
| Мексика           | 4 травня 2010  | Warner Bros. Records | Digital download |
| Латинська Америка | 4 травня 2010  | Warner Bros. Records | Digital download |